# Nationaal park Zall-Gjoçaj
Nationaal park  Zall-Gjoçaj (Albanees: Parku Kombëtar  Zall-Gjoçaj) was van 1996 tot 2018 een nationaal park in Albanië. Het park werd opgericht in 1996 en beslaat 1,4  vierkante kilometer. Het landschap bestaat uit bossen (beuk, den, spar), alpenweiden en meren. In het park komen verschillende diersoorten voor, waaronder bruine beer, lynx, wolf, ree en steenarend.
Sinds 2018 is het park samengevoegd met het uitgebreide Nationaal park Lurë om het nieuwe Nationaal park Lurë-Mali i Dejës te vormen.